# Sefirin Kızı
Sefirin Kızı (en español: La hija del embajador) es una serie de televisión turca de drama criminal y acción, producida por NGM y O3 Medya, y emitida por Star TV. La ficción de carácter dramático, dirigida por Emre Kabakuşak y escrita por Ayşe Ferda Eryılmaz y Sedef Nehir Erdem, se estrenó el 16 de diciembre de 2019.

## Trama
Sancar y Nare están enamorados desde niños, aunque el padre de ella, de alta posición, está categóricamente en contra de su relación. Así, los jóvenes deciden escapar y casarse en secreto, cuando la novia desaparece repentinamente. Él cree que ella huyó arrepentida, pero realmente fue su padre el responsable de ello. Años después, los jóvenes se encuentran nuevamente. Sin embargo, Sancar está preparando su boda con otra chica. En este momento, se produce el debate entre el amor verdadero que no desaparece con el tiempo y el resentimiento y las nuevas obligaciones.

## Reparto
| Actor                  | Personaje      |
| ---------------------- | -------------- |
| Engin Akyürek          | Sancar Efeoğlu |
| Neslihan Atagül        | Nare Çelebi    |
| Tuba Büyüküstün        | Mavi Efeoğlu   |
| Uraz Kaygılaroğlu      | Gediz Işıklı   |
| Erdal Kuçukkömürcü     | Güven Çelebi   |
| Doğukan Polat          | Yahya Efeoğlu  |
| Hivda Zizan Alp        | Elvan Efeoğlu  |
| Özlem Çakar Yalçınkaya | Refika Işıklı  |
| Erhan Alpay            | Akın Vardarlı  |
| Gonca Cilasun          | Halise Efeoğlu |
| Tülin Yazkan           | Menekşe        |
| Esra Kızıldoğan        | Müge Işıklı    |
| Cemre Öktem            | Zehra Efeoğlu  |
| Edip Tepeli            | Kavruk Ömer    |
| Beren Gençalp          | Melek Efeoğlu  |
| İlayda Ildır           | Dudu           |
| Furkan Aksoy           | Loki           |
| Bülent Şakrak          | Kahraman Boz   |
| Gözde Çığacı           | Ceylan         |

## Producción
La serie se rueda en Muğla y Montenegro.

## Temporadas
| Temporada | Temporada | Episodios | Rango de episodios | Emisión original        | Emisión original    |
| Temporada | Temporada | Episodios | Rango de episodios | Inicio                  | Final               |
| --------- | --------- | --------- | ------------------ | ----------------------- | ------------------- |
|           | 1         | 17        | 1 - 17             | 16 de diciembre de 2019 | 22 de junio de 2020 |
|           | 2         | 35        | 18 - 52            | 7 de septiembre de 2020 | 11 de mayo de 2021  |